# Machikuły

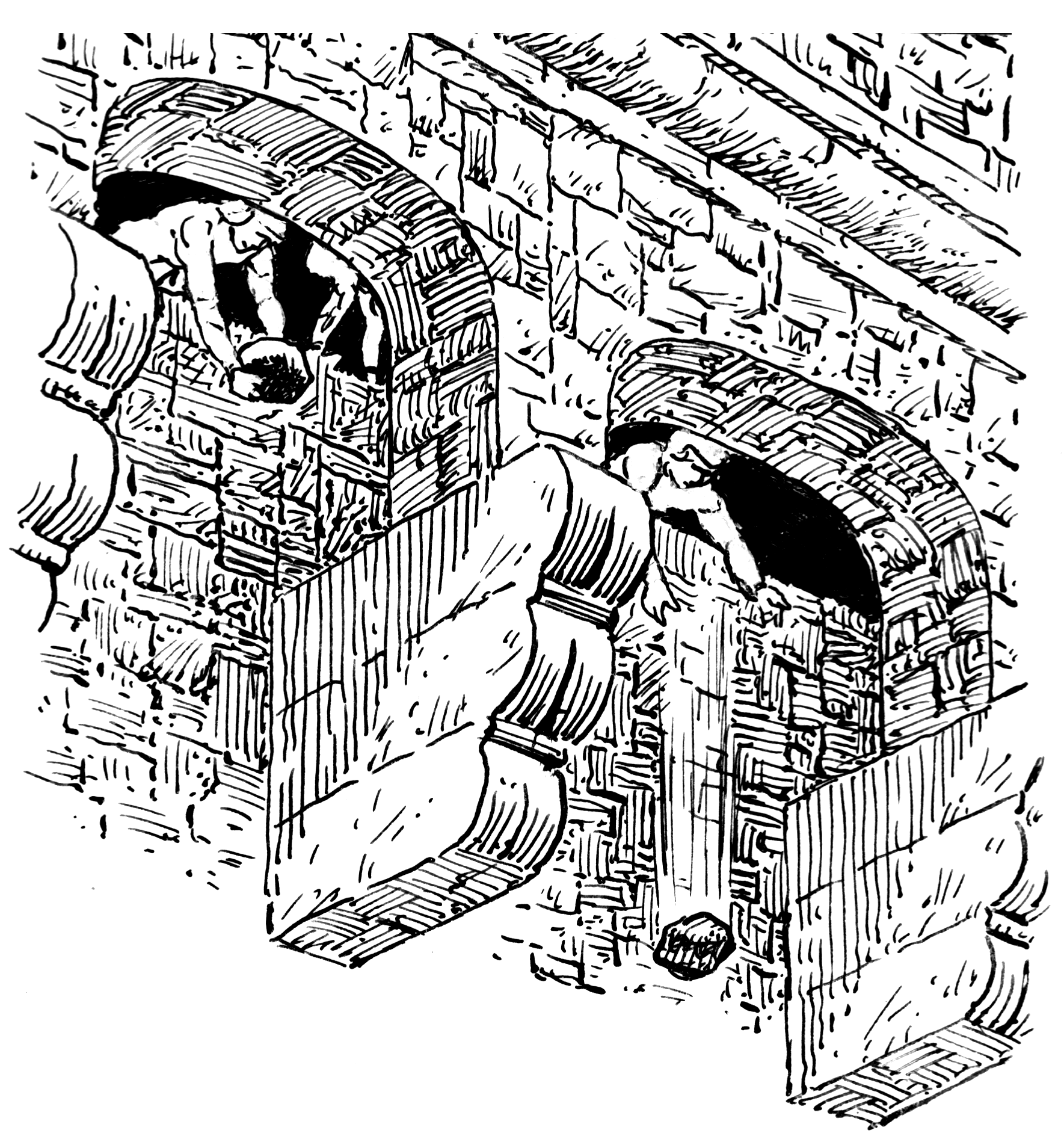
Sposób wykorzystania machikułów

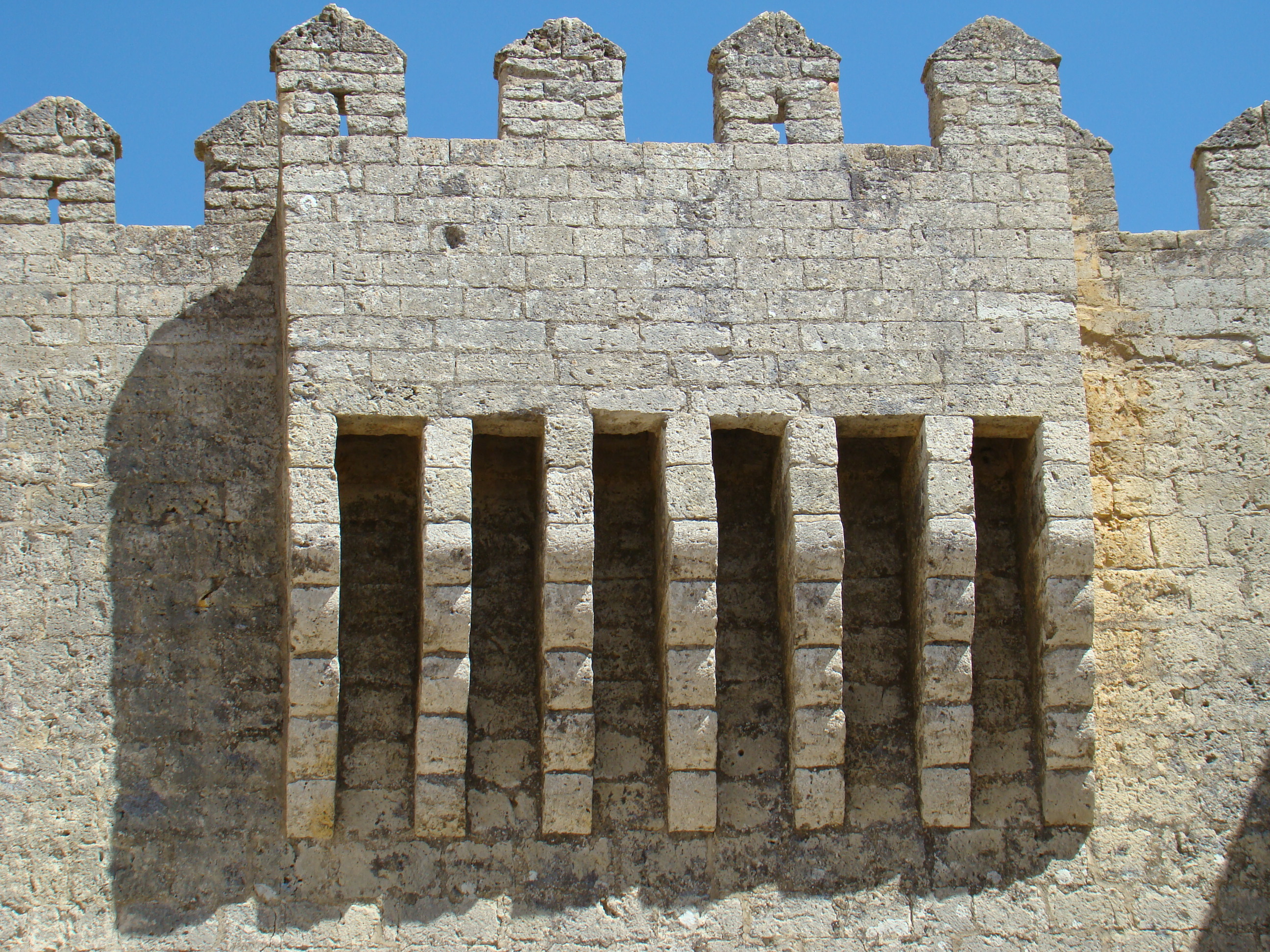
Machikuły zwieńczone blankami

Machikuły (lp. machikuł) – element obronny, budowany w górnej części murów obronnych, najczęściej w fortyfikacjach średniowiecznych obwarowań, służący do obrony podstawy muru.
Rodzaj ganka wspartego na kroksztynach, wystającego przed lico zewnętrzne muru, zaopatrzonego w otwory strzelnicze. W podłodze umieszczano otwory, przez które można było lać np. gorącą smołę na przeciwnika szturmującego zamek. Machikuły były czasem wieńczone blankami. Bywały budowane wzdłuż całej długości murów i na wieżach obronnych. Były prototypem balkonów. Machikuły zastąpiły wcześniej stosowane drewniane hurdycje.